# Relación de las cosas de Yucatán

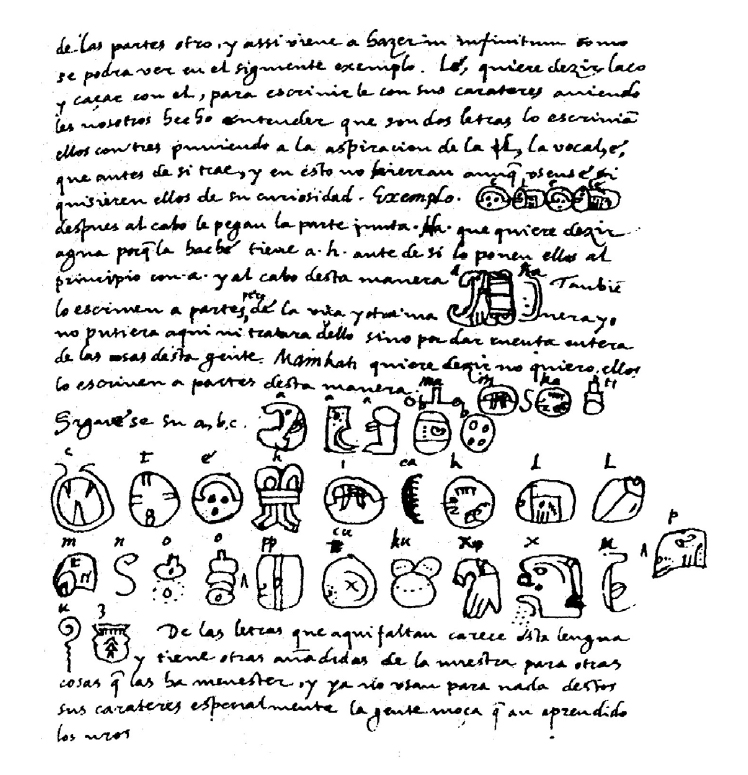
"Manuscritos de Diego de Landa".

La Relación de las cosas de Yucatán, és un llibre manuscrit pel bisbe espanyol Diego de Landa, cap al 1566.

## Descripció
El text va ser escrit com un registre de la cultura dels maies iucateques en el moment de la conquesta, amb el propòsit d'ajudar els nous evangelitzadors a efectuar la seva tasca de manera més eficient. Aquest llibre és important, per tant, per entendre com vivien els maies en el moment de la trobada amb els espanyols, quines eren les seves creences i les seves institucions, que van ser abolides o transformades després de la trobada amb els espanyols. A més, atès que conté una secció amb un anomenat alfabet maia, ha servit com a base de les indagacions dirigides al desxiframent dels glifs maies.
La Relación de las cosas de Yucatán comparteix amb altres manuscrits dels missioners d'Índies el seu interès en les civilitzacions precolombines. Del mateix tarannà són la Historia general de las cosas de Nueva España, escrita en espanyol pel franciscà fra Bernardino de Sahagún, o la Brevísima relación de la destrucción de las Indias i la Apologética historia del dominic fra Bartolomé de las Casas. La Relación de Landa va ser escrita en temps posterior a aquell en què es va dedicar a destruir els còdexs maies, i amb ells la memòria dels indis iucateques. Quan va arribar a Yucatán, Landa pensava que aquests registres eren una cosa del dimoni. Es discuteix molt sobre el penediment del bisbe, penediment que l'hauria portat a emprendre la labor de rescatar una mica del molt que havia destruït.
A diferència de la Historia escrita per Sahagún, la Relación de Landa va ser escrita gairebé sense el suport dels informants indígenes. Mentre que Sahagún va ser molt acurat a separar els informes dels nadius de les seves pròpies opinions sobre la cultura nàhuatl, Landa barreja unes i altres. La Relación consta de cinquanta-dos capítols en els quals el bisbe del Yucatán versa dels temes més variats, des d'una descripció geogràfica de la península fins a una exposició de per què els indis realitzaven sacrificis humans.
Una còpia del manuscrit va ser "descoberta" a la Biblioteca de la Reial Acadèmia de la Història de Madrid pel francès Charles Étienne Brasseur de Bourbourg en 1862 i va ser publicada a Londres i París en 1864, amb notes i traducció al francès de l'abat Brasseur de Bourbourg, que havia estat administrador eclesiàstic dels indígenes de Rabinal a Guatemala. Des de llavors ha estat objecte de nombrosos estudis per part de gran nombre de maianistes, essencial per al seu posterior desxiframent.
Posteriorment a la publicació primera abans citada de Brasseur de Bourbourg, hi ha hagut altres edicions destacades, entre les quals figuren la que va ser inclosa a l'apèndix de l'edició francesa del llibre de León Rosny, Essai sur le dechifrement de l'ecriture hiératique maya, publicada a Madrid en 1884, per Juan de Dios de la Rada y Delgado amb el títol de Ensayo sobre la interpretación de la escritura hierática de la América Central. La que apareix com a apèndix del tom XIII de la Colección de documentos inéditos relativos al descubrimiento, conquista y organización de las antiguas posesiones españolas de ultramar, publicada per l'Acadèmia de la Història d'Espanya, a Madrid, 1900. La de Jean Genet, historiador i editor francès, titulada Diego de Landa/ Relation de choses de Yucatan/ Texte espagnol et traduction francaise en regard/, en dos volums publicats a París el 1928 i 1929. La de William Gates, anomenada Yucatan before and after the conquest by Friar Diego de Landa, editada per la Maya Society en Baltimore, Estats Units d'Amèrica, el 1937. La d'Héctor Pérez Martínez, anomenada com l'original, Relación de las Cosas de Yucatán, amb un apèndix en el qual es publiquen per primera vegada diversos documents i cartes de Diego de Landa, amb pròleg i notes explicatives tant de qüestions circumstancials com de les idiomàtiques, publicada a Mèxic D.F el 1938 per l'editorial Pedro Robredo.
El rus Iuri Knorozov va usar com a font l'obra de Landa, i molt particularment l'alfabet de Landa, per aconseguir desxifrar l'escriptura maia al segle xx.